# Port Royal
Port Royal (engleski Kraljevska luka) je bio centar trgovačke aktivnosti na otoku Jamajka i glavni grad otoka sve do potresa 7. lipnja 1692. koji je uzrokovao da dvije trećine grada potone u Karipsko more. Bio je popularno mjesto za pirate koji su ondje trošili svoja bogatstva stečena na moru.

## Povijest
Nakon što su Englezi 1655. preoteli Španjolcima otok Jamajku nisu imali dovoljno vojnih snaga da obrane otok u slučaju španjolskog ili francuskog napada. Zbog toga je 1659. guverner Jamajke pozvao bukanire s Tortuge da se nasele na otoku i brane ga u slučaju potrebe. Rezultat je bio nastanak grada na južnoj obali Jamajke, Port Royala. Bukaniri i pirati su osnovali Port Royal iz više razloga. Nalazio se u blizini puteva španjolskih trgovačkih brodova pa je bio savršena baza za brze napade. Luka je bila prostrana i dovoljno velika za smještaj velikog broja brodova te njihovo popravljanje i opskrbljivanje. Port Royal je bio početna točka za mnoge piratske i gusarske napade na španjolske brodove i naselja u Novom svijetu. Iz Port Royala, engleski gusar Henry Morgan je napao Panamu, Portobello i Maracaibo. John Davis, Roche Brasiliano, Edward Mansfield i ostali čuveni pirati su se naselili u Port Royalu.
1660. Port Royal je bio poznat kao "Sodoma Novog svijeta" gdje većinu stanovništva čine "pirati, koljači i prostitutke". Zahvaljujući bogatstvu koje su pirati otimali Španjolcima Port Royal je izrastao u jedan od najvećih gradova Novog svijeta i bio je ekonomski najvažnija engleska kolonija. Svega nekoliko godina nakon nastanka Port Royala, tadašnji glavni grad Jamajke, Spanish Town mu je morao prepustiti svoju funkciju. Na vrhuncu popularnosti grad je imao po jednu krčmu na svakih deset kuća. Tijekom dvadesetogodišnjeg razdoblja koje je završilo 1692. u Port Royalu je živjelo 6,500 ljudi. U gradu su se počeli naseljavati kovači, plemići, trgovci i zanatlije koji su živjeli u dvije stotine izgrađenih zgrada. 1687. Port Royal je posjetilo 213 brodova a gradsko bogatstvo se povećavalo iz dana u dan.
Nakon što je Henry Morgan 1674. postao zamjenik guvernera Jamajke, Port Royal se nekoliko godina kasnije počeo mijenjati. Pirati više nisu bili potrebni za obranu grada i otoka. Trgovina robljem postizala je sve veću važnost. Ugledni građani Port Royala su izjavili da je dobar glas grada narušen. 1687. Jamajka je donijela anti-piratske zakone. Umjesto da bude sigurno mjesto za pirate, Port Royal je postao mjesto njihovih smaknuća. Mnogi su pirati završili na vješalima u Port Royalu i bukaniri se premještaju na Bahamske otoke započevši s napadima i na engleske brodove.
1692. razarajući potres je pogodio Port Royal. S obzirom na to da je većim dijelom bio smješten na pješčanom grebenu, dvije trećine grada je završilo na dnu mora. U kataklizmi je poginulo oko dvije tisuće stanovnika. Nakon toga Spanish Town je ponovno postao glavni grad Jamajke. Rađeni su pokušaji da se Port Royal obnovi jer je trećina grada još uvijek bila čitava i to je djelomično napravljeno. Port Royal je postao glavna engleska luka u tom dijelu Kariba ali 1704. grad je poharao razarajući požar. Nekoliko uragana tijekom prve polovice 18. stoljeća teško je oštetilo Port Royal, 1722. poharala ga je poplava, 1750. grad je ponovno poharan u požaru a 1774. ga je uništio uragan. Većina stanovnika je napustila Port Royal i naselila se u obližnjem gradu Kingstonu, a ono što je od Port Royala popravljeno, ponovno je uništeno u požaru 1815.

## Port Royal danas
Ono što je na kopnu preostalo jedva se može nazvati ribarskim selom. Sa stanovništvom od manje od 2,000 ljudi grad nema nikakvu političku ili komercijalnu važnost. No dio grada koji je pod vodom je najvažnije arheološko nalazište u tom dijelu svijeta jer predstavlja gotovo neiscrpan izvor predmeta iz 17. stoljeća. 

## U popularnoj kulturi
Port Royal se pojavljuje u mnogo filmova i videoigara. Također ga se spominje i u glazbi.

### Filmovi
- Kapetan Blood (1935.)
- Otok boje krvi (1995.)
- Pirati s Kariba: Prokletstvo Crnog bisera (2003.)
- Pirati s Kariba: Mrtvačeva škrinja (2006.)

### Igre
- Koljači: Teror na otvorenom moru (1999.)
- Port Royale: Zlato, moć i pirati (2003.)
- Pirati s Kariba: Prokletstvo Crnog bisera (2003.)
- Port Royale 2 (2004.)
- Sid Meier's Pirates! (2004.)
- Pirati s Kariba Online (2006.)
- Pirati s Kariba: Na kraju svijeta (2007.)
- Assassins Creed IV Black Flag (2013.)

### Glazba
- Running Wild - Port Royal (1988.)

## Poveznice
- Port Royal, prije i poslije potresa
- Karta starog Port Royala